# Phoebodus
Il febodo (gen. Phoebodus) è un pesce cartilagineo estinto, forse appartenente agli ctenacanti. Visse tra il Devoniano medio e il Triassico superiore (circa 380 - 220 milioni di anni fa) e i suoi resti fossili sono stati ritrovati in Europa, Asia e Nordamerica.

## Descrizione
Benché i fossili attribuiti a questo genere siano stati ritrovati in numerosi giacimenti e coprano un periodo di tempo di circa 160 milioni di anni, i fossili di Phoebodus sono costituiti quasi esclusivamente da denti. Una sola, rilevante eccezione è costituita dal ritrovamento di uno scheletro pressoché completo di un esemplare della specie Phoebodus saidselachus; l'eccezionale ritrovamento ha permesso di ricostruire un animale dal corpo allungato, dalla testa piatta e dalle mascella allungate, relativamente simile all'attuale Chlamydoselachus anguineus, una forma non strettamente imparentata.
Tra le caratteristiche più rilevanti di Phoebodus si ricordano il corpo lungo, anguilliforme e fornito di due pinne dorsali, ciascuna con piastre basali calcificate, la presenza di spine nella parte anteriore delle pinne, le mascelle anfistiliche, il processo otico del palatoquadrato basso, il ceratoiale a forma di lama, la presenza di denti faringei, una divisione otica della scatola cranica e la regione occipitale allungata di lunghezza quasi uguale alla scatola cranica, Vi era la presenza di set di denti separati da spazi; i singoli denti avevano una corona con tre lunghe cuspidi principali a profilo sigmoide, di egual misura o con cuspide mediana leggermente più corta; occasionalmente erano presenti brevi cuspidi intermedie; i denti avevano base simmetrica.
La stragrande maggioranza dei fossili di Phoebodus è costituita da denti isolati ma molto caratteristici, dotati di due punte laterali molto sviluppate e acuminate, e di una punta centrale più piccola. La morfologia di questi denti ricorda vagamente quella degli xenacanti, ma senza la protuberanza linguale presente sulla radice dei denti di questi ultimi.

## Classificazione
Phoebodus venne descritto per la prima volta nel 1875, e la specie tipo è Phoebodus sophiae del Devoniano. Successivamente a questo genere sono state ascritte numerose altre specie (P. fastigatus, P. ancestralis, P. depressus, P. bifurcatus, P. gothicus, P. politus, P. latus, P. typicus, P. turnerae, P. rayi, P. limpidus), tutte distinte grazie ad alcune caratteristiche delle disposizioni delle punte e della radice dei denti. Phoebodus è conosciuto dal Medio al Tardo Devoniano del Nord America, dell'Eurasia e del Nord Africa. La specie meglio conosciuta, Phoebodus saidselachus, è stata descritta solo nel 2019 sulla base di uno scheletro quasi completo proveniente dal Marocco, in terreni risalenti al Famenniano (circa 370 milioni di anni fa, Devoniano superiore).
Una specie ascritta al genere Phoebodus (P. heslerorum), di cui si conoscono anche esemplari parziali, è stata successivamente attribuita ad un nuovo genere, Heslerodus, per sostanziali differenze nella morfologia dei denti (Ginter, 2002). Due specie nominali dei taxa del Triassico superiore Germania e Inghilterra, P. keuperinus e P. brodiei, sono state riassegnate alla famiglia Jalodontidae nel proprio genere, Keuperodus (Ivanov et al. 2021).

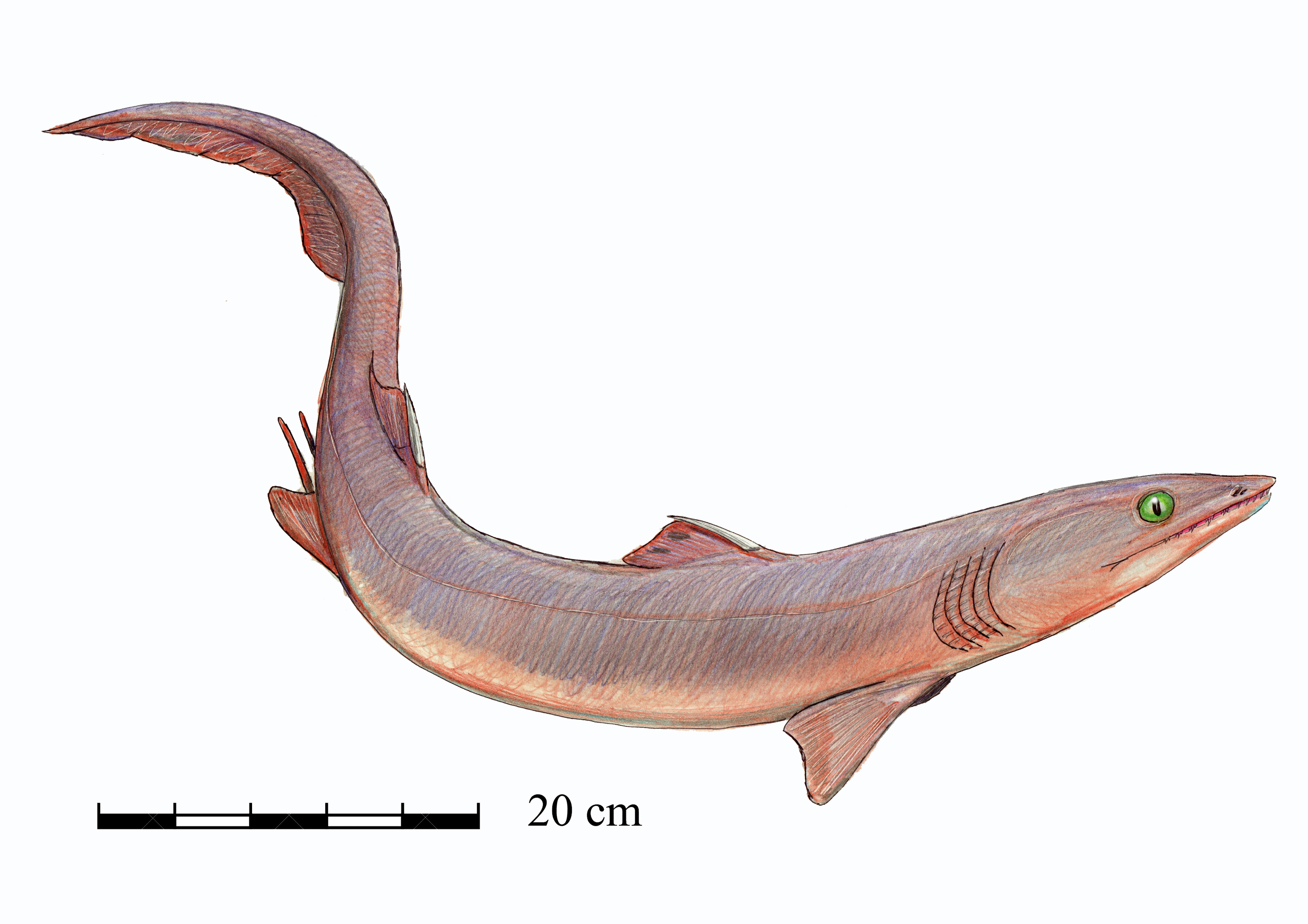
Ricostruzione di Phoebodus saidselachus

Phoebodus è considerato un membro di una famiglia di misteriosi squali (Phoebodontidae) i cui rapporti con gli altri pesci cartilaginei sono estremamente confusi, a causa della mancanza di resti fossili adeguati. È possibile che questi animali appartenessero al gruppo degli ctenacanti, un gruppo di squali tipici del Paleozoico superiore e considerati vicini all'origine degli squali di tipo moderno (Neoselachii). Un altro genere forse attribuibile ai Phoebodontidae è Thrinacodus, dalla morfologia dentale ancor più estrema e del quale si conoscono esemplari completi, noti come Thrinacoselache.

## Paleobiologia
I rappresentanti del genere Phoebodus erano certamente animali predatori, data la morfologia appuntita dei loro denti, ma non è chiaro quale fosse il loro modo di cacciare e di quali prede si cibassero. Il lungo corpo di Phoebodus saidselachus indica che questa specie forse era un cacciatore lento, che ingoiava prede intere, trattenendole grazie ai numerosi denti dotati di tre punte.